# Йосиф Будай
Йосиф Будай (хресне ім'я Іван, псевдоніми Падре Джузеппе Ваґабондо, Схимонах Теодот; нар. 30 березня 1959, Жупани) — український церковний діяч, колишній священник-василіянин, місіонер, провідник реколекцій, письменник; у 2000—2004 роках — протоігумен провінції Найсвятішого Спасителя Василіянського Чину святого Йосафата.

## Життєпис

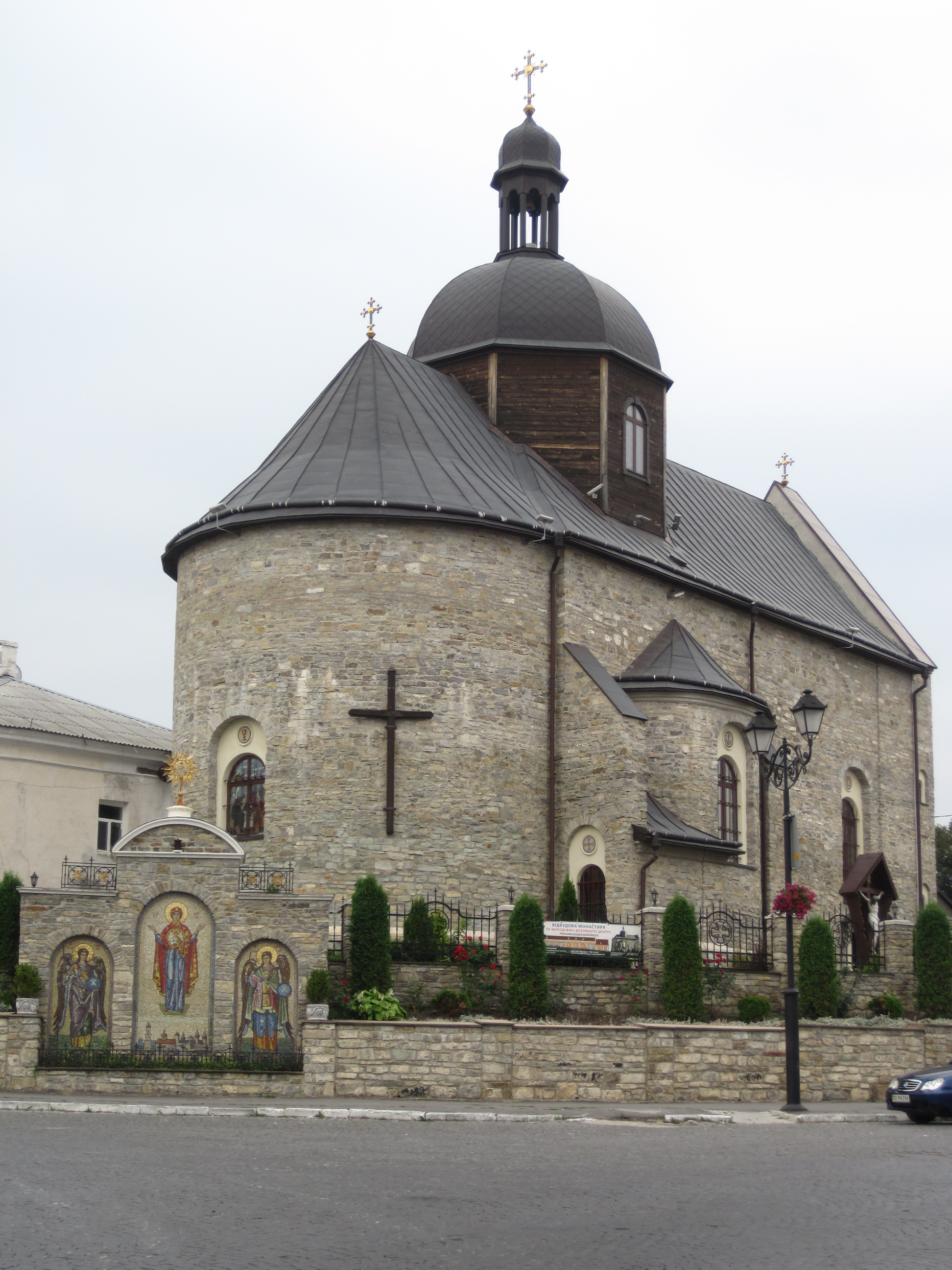
Храм Пресвятої Трійці в Кам'янці-Подільському

Народився 30 березня 1959 року в селі Жупани на Сколівщині в сім'ї Василя і Анни. Восьмирічну школу закінчив у рідному селі, а середню — в сусідньому селі Тухолька. Від 1976 році навчався у ПТУ-17 в м. Воловець Закарпатської області за спеціальністю монтажник радіоапаратури. Кілька місяців працював на заводі «Електрон» у Воловці, а з осені 1977 по 1979 рік проходив військову службу в лавах радянської армії. У 1980—1983 роках навчався у фінансовому, а в 1983—1986 роках — у поліграфічному технікумах у Львові.
8 травня 1982 року вступив до Василіянського Чину, який тоді перебував у підпіллі. 7 листопада 1983 року отримав облечини, а 8 листопада 1984 року склав перші обіти. Навчався у підпільній василіянській семінарії. 9–11 вересня 1988 року мав можливість побувати на ювілейних святкуваннях 1000-ліття Хрещення України-Руси, які організувала українська діаспора в Ченстохові (Польща). 2 грудня 1988 року склав вічні обіти, а через два дні отримав священничі свячення з рук владики Софрона Дмитерка на квартирі в Стрию. Навесні 1989 року був направлений у 30-тикілометрову Чорнобильську зону відчуження, де перебував до осені. Короткий період служив як підпільний священик у Львові, Новояворівську, на Сокальщині.
Із виходом УГКЦ із підпілля у 1990 році о. Йосиф Будай звільнився з державної роботи і поселився спочатку на дзвіниці монастиря святого Онуфрія у Львові, а потім у самому монастирі. Душпастирював у монастирському храмі, а також у Жовкві та селах Жовківського району — В'язовій, Сопошині і Мацошині. У 1996—2000 роках був генеральним консультором (радником) у головному монастирі оо. Василіян у Римі, одночасно вивчав богослов'я в Папському Антоніанському університеті. 8 лютого 2000 року на провінційній капітулі був обраний на уряд протоігумена провінції Найсвятішого Спасителя і виконував це служіння до 10 лютого 2004 року. У 2005—2010 роках був настоятелем монастиря Пресвятої Трійці в Кам'янці-Подільському. За ці п'ять років стараннями о. Будая було завершено будівництво і оздоблення монастирського храму, який став окрасою старої історичної частини міста. Потім виконував служіння настоятеля монастиря Різдва святого Івана Хрестителя в м. Бар Вінницької області.
У 2012-2014 рр. служив у Ялті в Криму (церква УГКЦ Св. Климента Папи Римського на території приватного готелю у присілку Відрадне).
Із початком російської інтервенції до Криму о. Йосиф Будай отримав офіційне призначення до Євпаторії. Здійснював душпастирське служіння також у Сімферополі, Севастополі, Ялті, Керчі. На початку 2017 року виконував служіння в монастирі святого Василія Великого в м. Луцьк, а наприкінці року переведений до монастиря святого Онуфрія у Львові.
З 2018 року по 2021 рік був духівником Василіянського інституту філософсько-богословських студій ім. Йосифа Велямина Рутського в Брюховичах. Проживає в монастирі святого Онуфрія у Львові.

## Творчість
Йосиф Будай є автором і видавцем понад п'яти десятків книг. Це в основному реколекційні науки, роздуми, повчальні життєві історії та інші. Інколи як автор чи упорядник використовує псевдоніми Падре Джузеппе Ваґабондо і Схимонах Теодот.
1. «І вийшов сіяч. Реколекційні науки» (вид 5, Львів 2013),
2. с. Консолята Бетроне. «Допоможи Ісусові спасати душі» (Жовква 2013)
3. «А ти любиш Господа? Роздуми на кожний день року» (вид. 3, Львів 2014)
4. «Мої перші проповіді» (Львів 2013),
5. «Неканонізовані святі. Приклади гідні наслідування» (Львів 2014),
6. «На руках у Марії. Роздуми на празники року» (Львів 2014),
7. «Блудний Син. Життєві історії або шлях від темряви до світла» (Львів 2014),
8. «Міс сім'я» (упоряд. Падре Джузеппе Ваґабондо, 2 книги, Львів 2014),
9. «Бадьорися, дочко! Роздуми про покликання жінки» (упоряд. Падре Джузеппе Ваґабондо, Ялта 2014),
10. «Щоб світити, треба горіти. Будьте як діти. Роздуми для богопосвячених» (Львів 2015),
11. «Багатіти в Бога. Будьте добрими, якщо можете» (Севастополь 2015),
12. «Блаженні новомученики ЧСВВ» (упоряд., вид 2, доповнене, Львів 2015),
13. «Молитва, що зцілює серце. 365 повчань про молитву» (2 книги, Львів 2015),
14. «Второй шанс. Я побывала на небесах» (отв. за изд. о. Иосиф Будай, ЧСВВ, Севастополь 2015),
15. Хибин А. М. «Уметь жить», Кн. 1, «Уникальная подводная лодка и акванавты», Кн. 2 (ответственный за выпуск о. Иосиф Будай ЧСВВ, Севастополь-Львов 2015),
16. о. Йосиф Будай, ЧСВВ, о. Михайло Іваняк, ЧНІ. «Алкоголь, наркотики… Як вирватись із зачарованого кола?» (Львів 2016),
17. Марія Вальторта. «Євангеліє від „малого Йоана“» (відп. за випуск о. Йосиф Будай, ЧСВВ, Брошнів-Осада 2016),
18. «Файна книжка. Святими не народжуються» (Жовква 2016),
19. «Святий Спиридон фінансовий радник. Дев'ятниця, акафіст, молитви» (переклад о. Юрій Пінчук, упорядник Віра Арів, відп. за випуск о. Йосиф Будай, Львів: «Покрова», 2016),
20. «„Солодкий“ гріх і гіркий біль душі. 365 повчань про гріх» (Серія: Шляхом вдосконалення: Книга 2, упорядник о. Йосиф Будай, ЧСВВ, Жовква 2016),
21. «Коли ліва не знає, що робить права. Джузеппе Коттоленго — предтеча Матері Терези» (Львів 2017),
22. о. Браян Колодійчук, МБЛ. «Мати Тереза. Будь моїм світлом. Приватні листи з Калькути» (пер. з англ. Лілії Креховецької, відпов. за вип. ієромонах Йосиф Будай, ЧСВВ, Львів 2017),
23. «Закоханий Жуан. Життя св. Йоана від Хреста» (Луцьк 2017),
24. «Поцілунок ангела» (упоряд. о. Йосиф Будай, ЧСВВ, Жовква 2017),
25. «Тереза (Авільська). Містичка з характером. Вчителька Церкви» (упор. ієрм. Йосиф Будай, ЧСВВ, Жовква 2017),
26. «Жозефіна Бакіта. Африканська квітка в Божому саду» (упорядник о. Йосиф Будай, ЧСВВ, Жовква 2017),
27. «Великий той, хто чинить волю Божу» (Жовква 2017),
28. «Василіянська Свято-Онуфріївська обитель у Львові. 500 років історії» (упорядник о. Йосиф Будай, ЧСВВ, Жовква 2018),
29. «Добро починається з тебе» (Львів 2018),
30. «100 історій доброти» (Жовква 2018),
31. Мати Тереза. «Будьмо милосердні. Серця — для любові, Руки — для служіння» (Передмова і вступ Браяна Колодійчука, МБЛ, пер. з англ. Марії Мацевич, відп. за випуск ієромонах Йосиф Будай, ЧСВВ, Жовква 2018),
32. «Сповідайтеся добре: Якби ви знали, який добрий Ісус!» (упорядник о. Йосиф Будай, ЧСВВ, Жовква 2018),
33. Схимонах Теодот. «Грішний монах. Незавершена історія одного покликання». Книга 1. (Львів: «Свічадо»-«Місіонер», 2019),
34. «Хто нас бичує, той нас лікує. Шляхи осягнення смирення» (Жовква 2019),
35. «Бог веде мене крізь вушко голки» (Жовква 2019),
36. Ієромонах Ігнатій Янтух, ЧСВВ. «Господь повернув мене… Автобіографічні оповідння і спогади» (упорядник о. Єронім Грім, ЧСВВ, видавець о. Йосиф Будай, ЧСВВ, Жовква: «Місіонер», 2019),
37. «Святий Гавриїл Ургебадзе» (упорядник і відповідальний за випуск ієромонах Йосиф Будай, ЧСВВ, Жовква: «Місіонер», 2019),
38. Схимонах Теодот. «Подорож на небо і в пекло. Із життя схимонахині Сергії» (Львів, 2020),
39. «Блаженні вбогі духом» (Жовква, 2020),
40. «Малий підручник для священника» (упорядник о. Ігор Цар, відповідальний за випуск о. Йосиф Будай, ЧСВВ, Львів 2020),
41. «Спомини з тернистої дороги Преосвященного Митрополита Андрея гр. Шептицького» (перевидання за виданням 1917 року; відповідальний за випуск о. Йосиф Будай, ЧСВВ, Видавництво Отців Василіян «Місіонер», 2020),
42. «заКоханий Бог. 365 історій про любов» (упорядник монах Йосиф Будай, ЧСВВ, Жовква «Місіонер», 2020),
43. Жанна Гюйон де Шеснуа «Дорога до серця» (пер. Ліонелі Костко, відповідальний за випуск Схимонах Теодор, Видавництво Отців Василіян «Місіонер», 2021),
44. Жанна Гюйон де Шеснуа «Пісня Пісень царя Соломона. Пояснення та роздуми» (Серія «Шляхом вдосконалення», книга 5; упорядник о. Йосиф Будай, ЧСВВ, Видавництво Отців Василіян «Місіонер», 2021),
45. «Сльозами моря не долить. Людські долі» (упорядник о. Йосиф Будай, ЧСВВ, Львів «Місіонер», 2022),
46. «Таємниці пекла. 40 днів у царстві диявола» (пер. на укр. мову бр. Гліб-Варахиїл Тимків, ЧСВВ; упор. і відп. за випуск ієромонах Йосиф Будай, ЧСВВ, «Місіонер», 2022),
47. Карвер Алан Еймс «Очима і серцем Ісуса» (відп. за випуск ієром. Йосиф Будай, ЧСВВ, Львів, 2022),
48. «Життя отця Доліндо Руотоло. Страждання в обіймах Божої Любови за Церкву та священників» («Місіонер», 2023),
49. О. Петро Котович, ЧСВВ «Монаше життя» (Серія «Шляхом вдосконалення», книга 7; відп. за випуск о. Йосиф Будай, ЧСВВ, Видавництво Отців Василіян «Місіонер», 2023),
50. Схимонах Теодот. «Казки від старенького монаха». Книга 1 (Монах Йосиф Будай, ЧСВВ; Жовква «Місіонер», 2024),
51. Схимонах Теодот. «Казки від старенького монаха». Книга 2 (Монах Йосиф Будай, ЧСВВ; 2024),
52. Схимонах Теодот. «Казки від старенького монаха». Книга 3 (Монах Йосиф Будай, ЧСВВ; 2024),
53. Схимонах Теодот. «Таємниці Божественної Літургії: Правдиві історії» (Жовква «Місіонер», 2024),
54. О. Доліндо Руотоло. Думки на щодень (упорядники о. Назарій Ланько, Схимонах Теодот, Львів «Бона», 2025) — С. Клариска Капуцинка Х. Маленька стежечка любові. Послання до вибраних душ (упорядник Схимонах Теодот, Львів «Місіонер», 2025),
55. С. Надія Катерина Сютра ЧПДМ. Спілкування з Богом (упорядник монах Йосиф Будай, ЧСВВ; Жовква «Місіонер», 2025),
56. Джон Пол Кіркхем. Свята Джемма Ґалґані (упорядники і відповідальні за випуск монах Йосиф Будай, ЧСВВ, о. Назарій Ланько, Львів-Олександрія 2025).